# Flotylla Dunajska
Dunajska Flotylla Wojenna (ros. Дунайская военная флотилия) – radziecka flotylla rzeczna operująca na Dunaju i jego dopływach podczas II wojny światowej. Istniała z przerwami w latach 1940–41 oraz 1944–60.

## Historia
Po zajęciu Besarabii w 1940 w składzie ZSRR znalazł się wschodni brzeg Dunaju na odcinku kilkudziesięciu kilometrów przy jego ujściu do Morza Czarnego. Już w lipcu 1940 została tam sformowana Flotylla dunajska składająca się głównie z okrętów przeniesionych z Dnieprzańskiej Flotylli Wojennej. Główną bazą flotylli był Izmaił. Z uwagi na to, że brzeg po stronie ZSRR nie był przygotowany do bazowania okrętów warunki bytowe były bardzo ciężkie. Dodatkowo okręty cumowały przy nabrzeżach oddalonych zaledwie o trzysta metrów od rumuńskiego brzegu Dunaju. Nawet główna baza flotylli (Izmaił) znajdowała się w zasięgu rumuńskiej artylerii nabrzeżnej. W związku z miejscem swojego bazowania flotylla nie nadawała się prowadzenia wojny obronnej, a jedynie do działań ofensywnych na terytorium Rumunii, Bułgarii, Jugosławii, Czechosłowacji i Austrii. W czasie jedenastu miesięcy poprzedzających 
wojnę Flotylla przeprowadziła osiem ćwiczeń wspólnie z jednostkami 14 Korpusu Strzeleckiego i oddziałami wojsk pogranicza, polegających przeprawianiu przez przeszkody wodne i osłonę własnych wojsk lądowych przed ewentualnymi atakami okrętów przeciwnika na przylegających do rzeki odcinkach frontu. Po wybuchu wojny flotylla zgodnie z przedwojennymi planami, w dniach 24 – 26 czerwca wysadziła desanty na rumuńskim brzegu. Przyczółek na rumuńskim brzegu Dunaju istniał do 19 lipca 1941. 19 lipca 1941 okręty flotylli zostały wycofane z delty Dunaju do Mikołajowa. Flotylla uczestniczyła w obronie Odessy. Rozformowana 21 listopada 1941. Ponownie sformowana 19 kwietnia 1944 roku na bazie Flotylli Azowskiej.  
Flotylla uczestniczyła w operacjach: 
- jasko-kiszyniowskiej – 20 VIII 1944 – 29 VIII 1944
- belgradzkiej – 28 IX 1944 – 20 X 1944
- budapesztańskiej – 29 XII 1944 – 13 II 1945
- wiedeńskiej – 16 III 1945 – 16 IV 1945.

Flotylla została ostatecznie rozformowana w 1960 roku.

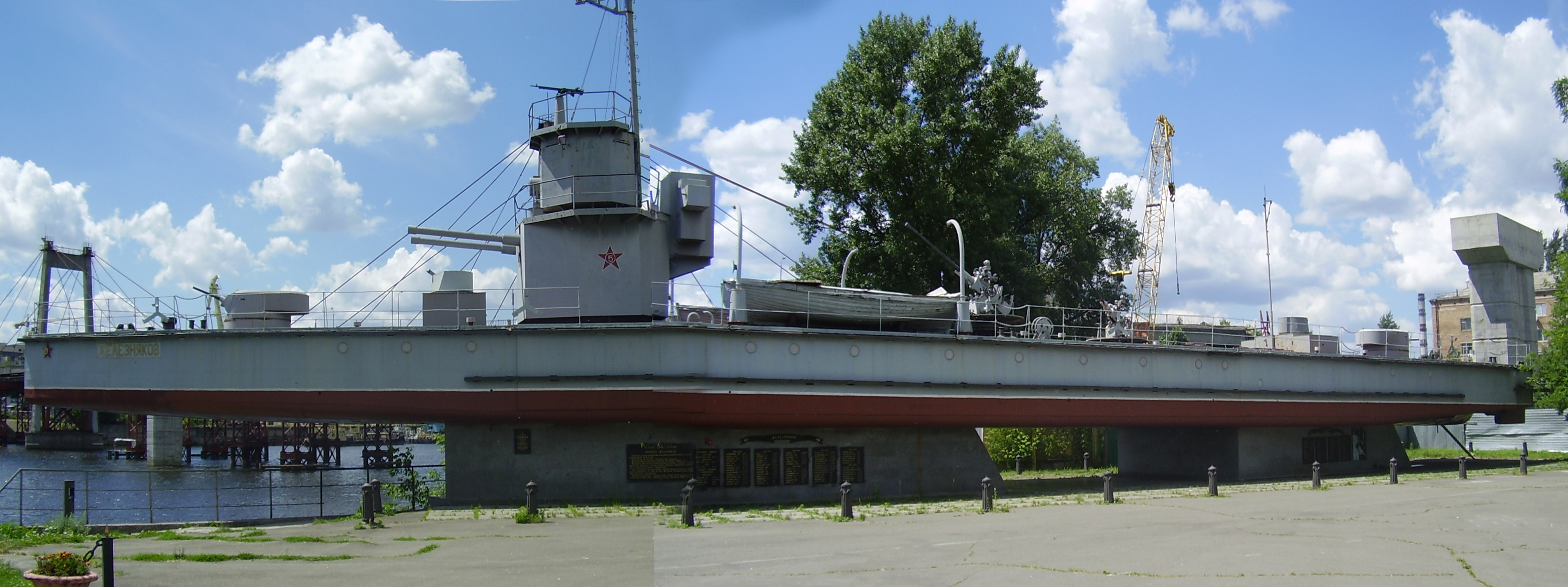
Monitor „Żeleźniakow” projektu SB-37 z Flotylli Dunajskiej

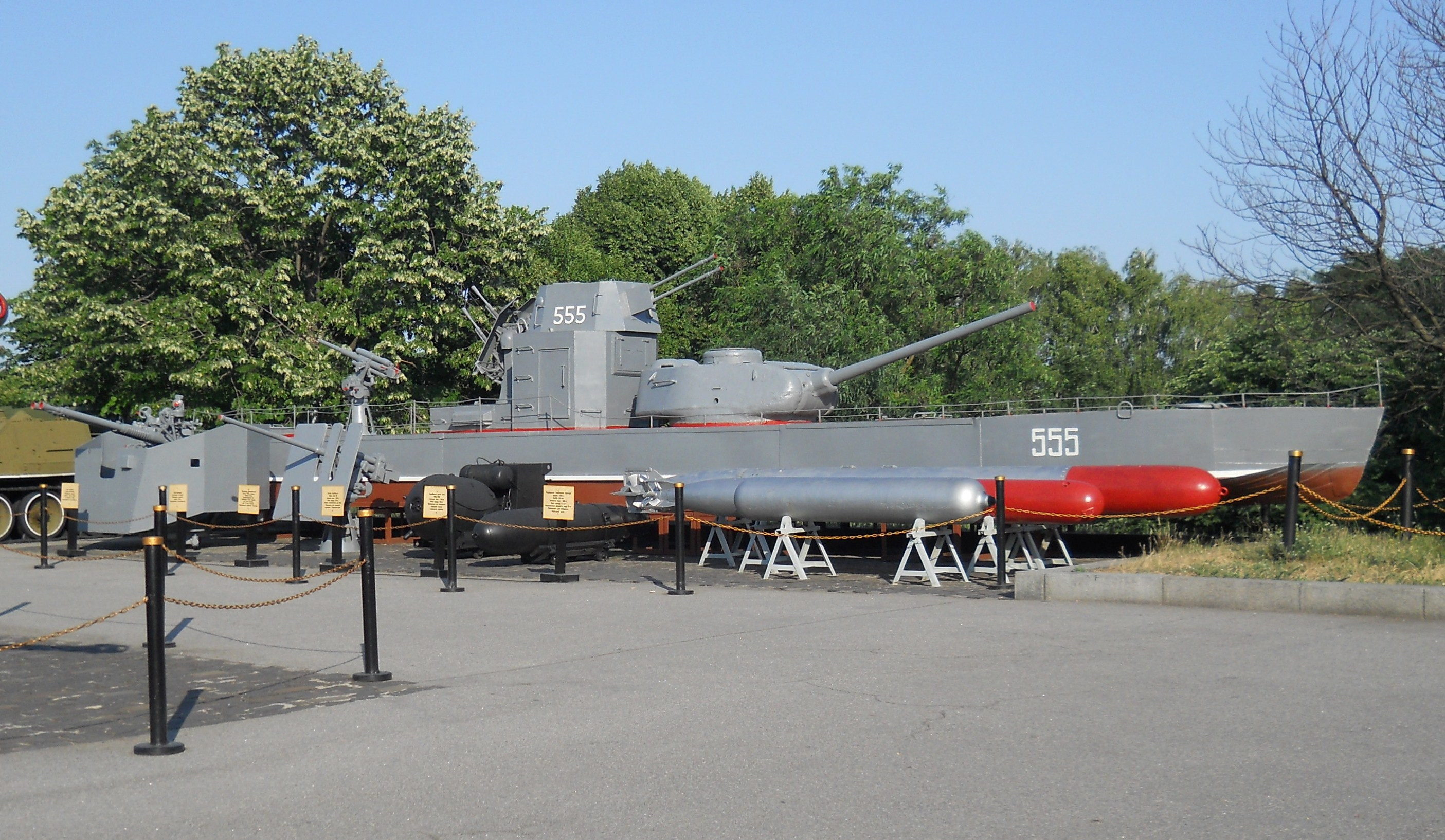
Kuter pancerny projektu 1125

## Skład
Stan 22 czerwca 1941:
- monitory – 4 projektu SB-37 oraz 1 „Udarnyj”)
- Kutry pancerne – 22 projektu 1125
- Kutry trałowe – 2 typu MSW-38 oraz 5 typu К15-М17
- Półglisery – 6
- Stawiacz min „Kołchoźnik”
- statek sztabowy „Boh”
- pływająca baza remontowa DМ-10
- statek szpitalny „Sowietskaja Bukowina”
- pływające jednostki pomocnicze – 14
- kutry patrolowe morskich oddziałów pogranicznych NKWD – 30
- oddziały Dunajskiego sektora obrony brzegowej Floty Czarnomorskiej:
  - 7 stała bateria artylerii nadbrzeżnej (4 armaty kalibru 75 mm)
  - 725 (4 armaty kalibru 152 mm), 724 (4 armaty kalibru 152 mm), 717 (3 armaty kalibru 130 mm)  i 65 (4 armaty kalibru 45 mm) ruchome baterie artylerii nadbrzeżnej
  - 46 samodzielny dywizjon artylerii przeciwlotniczej (12 armat 76 mm)
  - samodzielna kompania reflektorów przeciwlotniczych
  - 17 samodzielna kompania karabinów maszynowych
  - 7 samodzielna kompania piechoty morskiej
  - samodzielna kompania łączności
  - kompania strzelców w bazie morskiej w Izmaile
- 96 samodzielna eskadra myśliwska lotnictwa Floty Czarnomorskiej (3 I-153 i 13 I-15bis)[2] .

Stan na 8 kwietnia 1945:
- 1 Kerczeńska brygada rzecznych okrętów:
  - eks-rumuńskie monitory: Kercz, Azow i Izmaił
  - kutry uzbrojone, np. projektów 1124, 1125 i С-40
- 2 Sulińska brygada rzecznych okrętów:
  - monitory typu SB-37
  - eks-rumuńskie monitory: Berdiańsk i Mariupol
  - kutry uzbrojone, np. projektu 1125

## Dowódcy flotylli
| stopień      | imię i nazwisko       | okres pełnienia służby | kolejne stanowisko |
| ------------ | --------------------- | ---------------------- | ------------------ |
| kontradmirał | Nikołaj Abramow       | VII 1940 – IX 1941     |                    |
| kontradmirał | Aleksandr Frołow      | IX 1941 – XI 1941      |                    |
| kontradmirał | Siergiej Gorszkow     | IV 1944 – XII 1944     |                    |
| kontradmirał | Gieorgij Chołostiakow | XII 1944 – 1948        |                    |
| kontradmirał | Serafim Czursin       | 1948 – 1951            |                    |
| wiceadmirał  | Wasilij Cipanowicz    | 1952 – 1955            |                    |
| kontradmirał | Aleksandr Uragan      | 1955 – 1956            |                    |
| kontradmirał | Nikołaj Boczkow       | 1956 – 1960            |                    |

## Nagrody i wyróżnienia
Za bojowe zasługi i osobiste bohaterstwo skład Flotylli nagrodzono orderami:
- Order Czerwonego Sztandaru
- Order Uszakowa I klasy
- Order Kutuzowa II klasy